# Любомир Гергинов
Любомир Атанасов Гергинов е български политик и стопански деец.

## Биография
Роден е на 23 април 1951 година в гр. Кюстендил. Член на ДКМС от 1965 г. и на БКП от 1973 г. Завършва ВМЕИ „Ленин" в София, специалност „Автоматизация на производството“ (1974). Работи в завод „Емил Шекерджийски" – Кюстендил (1976 – 1978). От май 1978 г. е секретар, а от август 1979 г. – първи секретар на Окръжния Комитет на ДКМС в Кюстендил. От март 1981 г. е член на Окръжния Комитет на БКП в Кюстендил. Завършва Академията за обществени науки при ЦК на КПСС, Москва (1984). От 1984 г. работи в Окръжния Комитет на БКП в Кюстендил.
От март 1988 г. до май 1990 г. е председател на Изпълнителния Комитет на Общински Народен Съвет – Кюстендил. През времето на управлението му към Кюстендилската община са включени общините Драговищица и Гюешево, довършва се околовръстният път на Кюстендил, завършена е производствено-техническата и асфалтова база на БКС, благоустрояват се кв. „Запад“, кв. „Герена“ и много села от общината. След 1990 г. работи в частния бизнес.